# XIe siècle en musique
| \| • Retour à la chronologie générale de la musique populaire • \| |
| XXIe siècle • XXe siècle • XIXe siècle • XVIIIe siècle XVIIe siècle • XVIe siècle • XVe siècle • XIVe siècle XIIIe siècle • XIIe siècle • XIe siècle • Xe siècle IXe siècle • VIIIe siècle • Haut Moyen Âge • Rome • Grèce |
| • Retour à la chronologie générale de la musique populaire • |

| • Retour à la chronologie générale de la musique populaire • |

| Années de la musique populaire : 997 - 998 - 999 - 1000 - 1001 - 1002 - 1003    |
| Décennies de la musique populaire : 970 - 980 - 990 - 1000 - 1010 - 1020 - 1030 |

## Évènements
- Apparu au XIe siècle dans le Delta du Fleuve Rouge, le Hát chèo est considéré comme la plus ancienne forme d'opéra vietnamien existante.

- Le théoricien de la musique Guido d'Arezzo rédige le Micrologus, son traité de la musique où il présente la notation toujours en usage, portée, notes, etc[1]. Il place les degrés de la gamme selon les syllabes de l'hymne à saint Jean.
- Généralisation de l'organum. Le chant polyphonique émerge à partir du chant grégorien.

## Naissances
- Herman de Reichenau, 1013 - 24 septembre 1054, musicien, astronome, mathématicien et moine, a composé le Salve Regina.